# Puch (Gemeinde Hollabrunn)
Puch ist ein Dorf in Niederösterreich und eine Ortschaft sowie Katastralgemeinde der Stadtgemeinde Hollabrunn im gleichnamigen Bezirk Hollabrunn.

## Geographie
Das Dorf liegt südlich der Stadt Hollabrunn. Nachbarort von Puch in der Stadtgemeinde Hollabrunn ist Kleedorf sowie in der Marktgemeinde Großweikersdorf Ameisthal, in der Marktgemeinde Rußbach (Ortsteil Oberrußbach) und in der Gemeinde Heldenberg Oberthern. Puch liegt im Tal des Puchbach und wird von diesem durchflossen.
| Oberthern | Dietersdorf                                 | Breitenwaida |
|           | Kompassrose, die auf Nachbargemeinden zeigt | Kleedorf     |
| Ameisthal | Oberrußbach                                 |              |

## Geschichte
Geschichtliche Zeugnisse in Puch reichen bis ins Neolithikum zurück. Erst in jüngster Zeit entdeckte man zwei prähistorische Kreisgrabenanlagen (Kreisgrabenanlage Puch und Kreisgrabenanlage Kleedorf), die an die 7000 Jahre alt sind. Später siedelten westgermanische Quaden in dieser Region.
1263 wird Puch erstmals urkundlich erwähnt. Dabei ging es – für Puch durchaus passend – um einen Weingarten, den ein Friedrich von Weikendorf an das Kloster St. Pölten überschrieb. 1343 kaufte das Stift Altenburg von Gottfried Radelbrunner 7 Gülten auf 3½ Lehen und 4 Hofstätten wie einen Wald zu Puch um 79 Pfund. Hier waren auch die Grafen von Hardegg begütert, da Hans von Maidburg-Hardegg Gülten an das Retzer Kloster abgibt und 1411 den Hans von Pernersdorf als Vormund und Lehensherr des Ulrich Öder und seiner Kinder mit Zehenten zu Puch in der Pfarre Großstelzendorf belehnt.
Unweit Puch auf der Kalten Stuben soll nach alter Überlieferung eine Burg gestanden haben. 1999 wurde auf dem Hügel eine Notburga-Kapelle geweiht.
Zunächst zur Mutterpfarre Hausleiten gehörig, unterstand Puch dann 400 Jahre lang der Pfarre Großstelzendorf, ehe 1784 die Pfarre Breitenwaida mit Puch und Kleedorf errichtet wurde. Die Ortskapelle, Patronat der schmerzhaften Mutter, wurde 1964 geweiht. Ebenfalls in diesen Jahren entwickelte sich unter Bürgermeister Nationalrat Karl Fachleutner eine rege öffentliche Bautätigkeit.
1966 wurde Kleedorf nach Puch eingemeindet. Puch selbst wurde 1971 Breitenwaida eingemeindet, 1972 entstand die Stadtgemeinde Hollabrunn mit 22 Katastralgemeinden, Puch wurde die südlichste davon.

## Politik

### Bürgermeister der ehemaligen Gemeinde Puch
- 1850–1856 Josef Zehetner
- 1859–1861 Karl Falb
- 1861–1862 Christian Mayer
- 1862–1864 Ignaz Schaittenberger
- 1864–1873 Josef Lembacher
- 1873–1882 Josef Fritz
- 1882–1888 Franz Digles
- 1888–1891 Josef Finster
- 1891–1894 Johann Binder
- 1894–1900 Josef Zehetner
- 1900–1903 Franz Inführ
- 1903–1919 Josef Linus
- 1920–1924 Leopold Eder
- 1924–1925 Josef Schnepf
- 1926–1938 Josef Linus
- 1938–1945 Johann Poigner
- 1945–1950 Karl Falb
- 1950–1970 Karl Fachleutner, Abgeordneter zum Nationalrat

### Ortsvorsteher der Katastralgemeinde Puch
- 1971–1986 Johann Mitterhauser
- 1986–2005 Johann Mayer
- 2005–2010 Walter Pfleger
- seit 2010 Franz Reinwein

## Sehenswertes
- Ortskapelle Puch
- Kreisgrabenanlage Puch

## Persönlichkeiten

### Ehrenbürger der ehemaligen Gemeinde Puch
- Sigmund Gläser, Geistlicher Rat, Pfarrer in Breitenwaida, in Anerkennung zum 40-jährigen Priesterjubiläum (1953 verliehen)
- Oberrechnungsrat Heinrich Weber, NÖ Landesregierung (1954 verliehen)
- Oberbaurat Gschlad, NÖ Landesstraßenbauabteilung, in Anerkennung für den Ausbau der Straße (1957 verliehen)
- Baudirektor Wudi, NÖ Landesstraßenbauabteilung, in Anerkennung für den Ausbau der Straße (1957 verliehen)